# Guerre Kree-Skrull
La guerre Kree-Skrull est une saga de bande dessinée prenant place dans l'univers Marvel de la maison d'édition Marvel Comics. Scénarisée par Roy Thomas et dessinée par Sal Buscema et Neal Adams, la guerre Kree-Skrull paraît initialement dans le comic book Avengers #89-97 (1971-1972), 
Suite de conflits imaginaires entre l'empire Kree du Grand Nuage de Magellan et l'empire Skrull de la galaxie d'Andromède, cette guerre dura pendant des millions d'années.

## Historique de la publication
Publications
En anglais :
- (en) Avengers (vol. 1) #89-97
- (en) album Avengers : The Kree-Skrull War
- (en) Marvel Essentials : Essential Avengers #4
- (en) « Empyre (en) » #1-6  (juillet-septembre 2020)

Traduction française
- Vengeurs, la guerre Kree-Skrull, collection « Best of Marvell : Avengers », Marvel Comics–Panini Comics, février 2009.

## Résumé
Le peuple Skrull était auparavant un peuple pacifique de marchands. Un jour, l’empereur Dorrek 1er découvrit Hala, une planète habitée par le peuple Kree et les Cotati (en). Afin de déterminer lequel de ces deux peuples (à l’époque peu évolués) serait l’espèce dominante, il leur proposa une compétition : à l’aide de la technologie Skrull, qui lui offrirait le plus beau cadeau ? Alors que les Kree construisirent une puissante cité moderne, les Cotati firent pousser un immense jardin, ce qui leur rapporta la victoire. Vexés, les Kree massacrèrent les Skrull et les Cotati. C’est ainsi que la guerre commença.
Lors du conflit, l'ancien procureur de l'empire Kree, Ronan l'Accusateur, qui s'était échappé de sa prison où l'avait mis l’Intelligence suprême (en), renversa l'autorité suprême Kree, puis libéra la Sentinelle 459 qui avait été saisie par les Vengeurs. Peu après, l'ancien capitaine de l'empire Kree, Mar-vell, qui s'était séparé de Rick Jones, se réfugia sur Terre après un séjour dans la Zone négative. Il fut capturé par des anciens membres des Vengeurs et examiné par un médecin, car ils craignaient qu'il eut été exposé à des radiations. Ronan l'Accusateur utilisa la Sentinelle, gardée à Cap Canaveral, pour enlever Mar-Vell et l'emmener dans une base en Arctique afin de se venger de son arrestation par Captain Marvel.
Les Vengeurs ont poursuivi la sentinelle en Arctique, découvrant le plan de Ronan afin de transformer l'humanité en singes, le Pourpoint jaune est sa première victime. Grâce au contrôle de l'esprit, Ronan a fait attaquer les Vengeurs par Goliath (Clint Barton) mais il a été contraint d'abandonner son plan et de quitter la Terre après avoir reçu un message indiquant que les Skrulls avaient envahi l'Empire Kree. Hank Pym est revenu à sa forme humaine et a pu reprendre le contrôle.
Après avoir été secouru et délivré par les Vengeurs, Mar-Vell fut capturé par le Super-Skrull qui voulait le forcer à fabriquer un « émetteur omni-ondes » (omni-wave projector). Ce moyen de communication, qui peut aussi devenir une arme, avait été développé par les techniciens de l'empire Kree. Espérant utiliser cette arme, les Skrull envoyèrent alors leur armada pour combattre les Kree et entamèrent simultanément une campagne de désinformation sur la Terre (en prenant la forme des Quatre Fantastiques). Les Vengeurs ont ensuite été persécutés par le gouvernement en raison de la Commission des activités extraterrestres dirigée par le politicien H. Warren Craddock, qui a incité à la haine contre eux, ce qui a entraîné la destruction du manoir des Vengeurs par des manifestants. Ce qui conduisit à la dissolution du groupe des Vengeurs par des Skrulls déguisés en Captain America, Thor et Iron Man.
Les vrais "Big Three" (Captain America, Thor et Iron Man) sont revenus et ont localisé la base secrète de Skrull, où ils ont combattu une équipe d'imposteurs des Quatre Fantastiques. Le Super-Skrull s'est échappé de la base avec la sorcière rouge, captain Marvel et Vif-Argent comme prisonniers. Pendant ce temps, Ronan l'Accusateur lançait son plan visant à renverser le chef des Inhumains, Flèche noire et créer une alliance entre ce peuple et les Kree, pour utiliser les Inhumains dans son plan de guerre galactique contre les Skrull. Les Vengeurs ont reçu un appel à l'aide de Triton et se sont rendus auprès de Flèche noire qui a percé les défenses d'Attilan, retrouvant son trône. Pendant ce temps, les Kree ont capturé Rick Jones.
Rick Jones joue alors un rôle-clé dans l'issue de la guerre. Alors que les Vengeurs font face à l'armada Skrull dans l'espace. Vision a presque battu à mort l'amiral Skrull Kalxor alors que l'empereur Skrull avait ordonné à l'amiral de lancer un missile qui transformerait la Terre en une boule de feu infernale. Captain America a envoyé Goliath pour intercepter le vaisseau transportant le missile destructeur qui finit par s'écraser en Yougoslavie. L’Intelligence suprême, qui était enfermée par Ronan, parvint au moyen d'une machination élaborée à faire transporter Rick Jones au quartier général Kree de Ronan. 
Prisonnier des Skrull, Mar-Vell utilisa l'« émetteur omni-ondes » qu'il avait construit pour envoyer un rayon afin de contacter Rick Jones et prévenir les Vengeurs. Le signal qu'il envoya expédia Rick Jones dans la Zone négative et stimula son potentiel psionique latent, la « Force de Destinée » en se confrontant à Annihilus. Rick Jones, par la concentration de son esprit, parvint à arrêter l'armada Skrull et les partisans de Ronan. En utilisant ses nouveaux pouvoirs, Rick a créé une petite armée de super-héros de l'Âge d'or des comics (Captain America, Namor, Blazing Skull, Human Torch (Jim Hammond), Vision (Aarkus), Fin (Peter Noble) (en), Angel (Thomas Halloway) (en), Patriot (Jeff Mace) (en) qui ont combattu Ronan et les Kree. Il a ensuite mis les armées Skrull et Kree en stase, mettant ainsi fin à la guerre, mais apparemment au prix de la vie du Captain Marvel. Rick et les Vengeurs sont ensuite revenus sur Terre.
L’empereur Dorrek VIII (le héros Hulkling) réussit à mettre fin au conflit en unissant les deux peuples. Il renforce cette jeune et fragile alliance à la suite de l’invasion manquée de la Terre par les Cotati.

## Personnages
- Captain Mar-Vell
- Rick Jones
- Carol Danvers
- Kree :
  - Ronan l'Accusateur, l'Intelligence suprême (en)
- Skrull :
  - le Super-Skrull
- Les Vengeurs : 
  - Vif-Argent, la Vision, la Sorcière rouge, Hank Pym alias Yellowjacket alias L'Homme-fourmi (Ant-Man), Clint Barton alias Goliath, la Guêpe, Captain America, Thor, Iron Man
- Les Inhumains : 
  - Flèche noire, Maximus (en), Triton
- Les Quatre Fantastiques
- Annihilus
- Nick Fury
- Hulkling